# Eroberung von Menorca
Die Eroberung von Menorca durch katalanisch-aragonesische Truppen im Jahr 1287 führte zum Verschwinden des letzten islamischen Staatswesens auf den Balearen. Letzte Bastion der Mauren auf der iberischen Halbinsel blieb somit das Emirat von Granada, das bis 1492 Bestand haben sollte.

## Übersicht

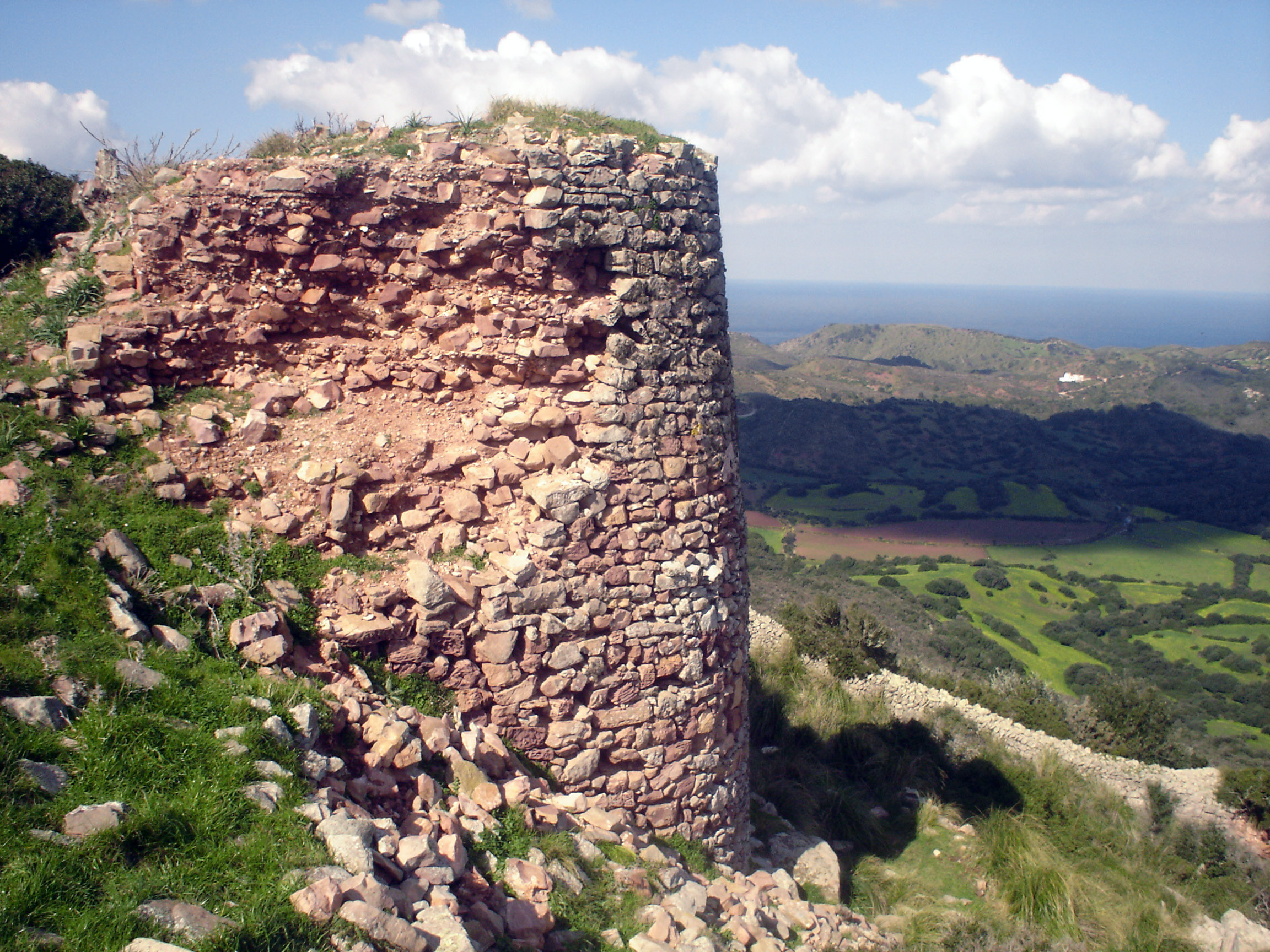
Turmreste der Festung Santa Águeda, letzter Zufluchtsort der Mauren auf Menorca.

Manūrqa (Menorca) war im Jahr 1287 die einzige Insel der Balearen, die noch unter muslimischer Herrschaft stand, welche aber durch einen Vasallenstatus gegenüber dem Königreich Mallorca eingeschränkt wurde.
Während des gegen Aragón gerichteten Kreuzzugs (mit den hauptsächlichen kriegerischen Auseinandersetzungen im Jahre 1285) initiierte im Jahre 1285 der König von Aragón als Antwort ein militärisches Unternehmen, das seinerseits die Konfiszierung des Königreichs Mallorca zum Ziel hatte. Die eigentliche Unternehmung gegen Menorca begann jedoch erst am 5. Januar 1287 unter dem Oberbefehl von Alfons III. und war innerhalb von 12 Tagen abgeschlossen. Die Kapitulationsurkunde wurde am 22. Januar 1287 unterzeichnet.
Die Kapitulation hatte die Auflösung der almohadischen Staatsstrukturen auf der Insel zur Folge, die autochthone andalusische Bevölkerung wurde versklavt bzw. öffentlich versteigert und durch Katalanen ersetzt, die jetzt einem feudalen Regime unterstanden, das die Ländereien zeitweilig für die Krone Aragoniens beschlagnahmt hatte.

## Vorgeschichte
Als Reaktion auf die Eroberung des Königreichs Sizilien (Sizilianische Vesper) hatte Papst Martin IV. König Peter III. von Aragón exkommuniziert und Karl I. aus dem Haus Valois als neuen Regenten der Krone Aragoniens eingesetzt. Daraufhin kam es dann zwischen 1283 und 1286 zum Kreuzzug gegen Aragonien.
In diesem Konflikt ergriff Jakob II. von Mallorca, Bruder von Peter III., Partei für den französischen König. Im Jahr 1283 waren aber die Truppen der Krone Aragoniens zur Offensive übergegangen und hatten unter Alfons III. von Aragón, dem ältesten Sohn von König Peter III., im Jahr 1285 die Inseln Ibiza und Mallorca Jakob II. entrissen, während König Peter III. die Grafschaft Roussillon besetzte, welche zum Königreich Mallorca gehörte.
Nach der Unternehmung gegen Mallorca, die mit der Eroberung von Mallorca endete, war Menorca nach wie vor das einzige noch bestehende muslimische Refugium. Bereits im Jahr 1231 hatte Jakob I. im Vertrag von Capdepera es der autochthonen andalusischen Bevölkerung erlaubt, auf der Insel verbleiben zu dürfen – unter der Bedingung, einen jährlichen Tribut zu entrichten und einen Feudalstatus gegenüber dem Königreich Mallorca anzunehmen.

## Vorbereitungen
Peter III. von Aragon war im Jahr 1285 verstorben und sein ältester Sohn Alfons III. ihm auf den Thron gefolgt. Mit der Ausnahme von Sizilien, das an seinen jüngeren Bruder Jakob gegangen war, hatte er das gesamte Königreich geerbt. Ein Jahr nachdem er Ibiza und Mallorca erobert hatte, entschied Alfons III., auch Menorca seinem Reich einzugliedern. Zu diesem Zweck ließ er am 18. Oktober 1286 die Corts in Huesca zusammentreten, um die benötigten Geldmittel für den Kriegszug aufzutreiben. Nach Bewilligung der Unternehmung durch die Corts stellte er seine Expeditionstruppe zusammen, die aus 500 Rittern, 1000 Armbrustschützen, 1000 Schildknappen und rund 30.000 Almogàvers bestand. Angeschlossen waren ferner je ein Truppenkontingent aus Navarra und aus Sizilien. Die Flotte umfasste 40 sizilianische Galeeren. Herausragende Persönlichkeiten im Offiziersstab Alfons III. waren der königliche Leutnant Pero Cornell III. sowie die Admirale Ramon Marquet Rubí und Berenguer Mallol. Unter den Rittern taten sich hervor Ermengol X., Guillem III. d’Anglesola und Ramon Folch VI. de Cardona.

## Eroberung

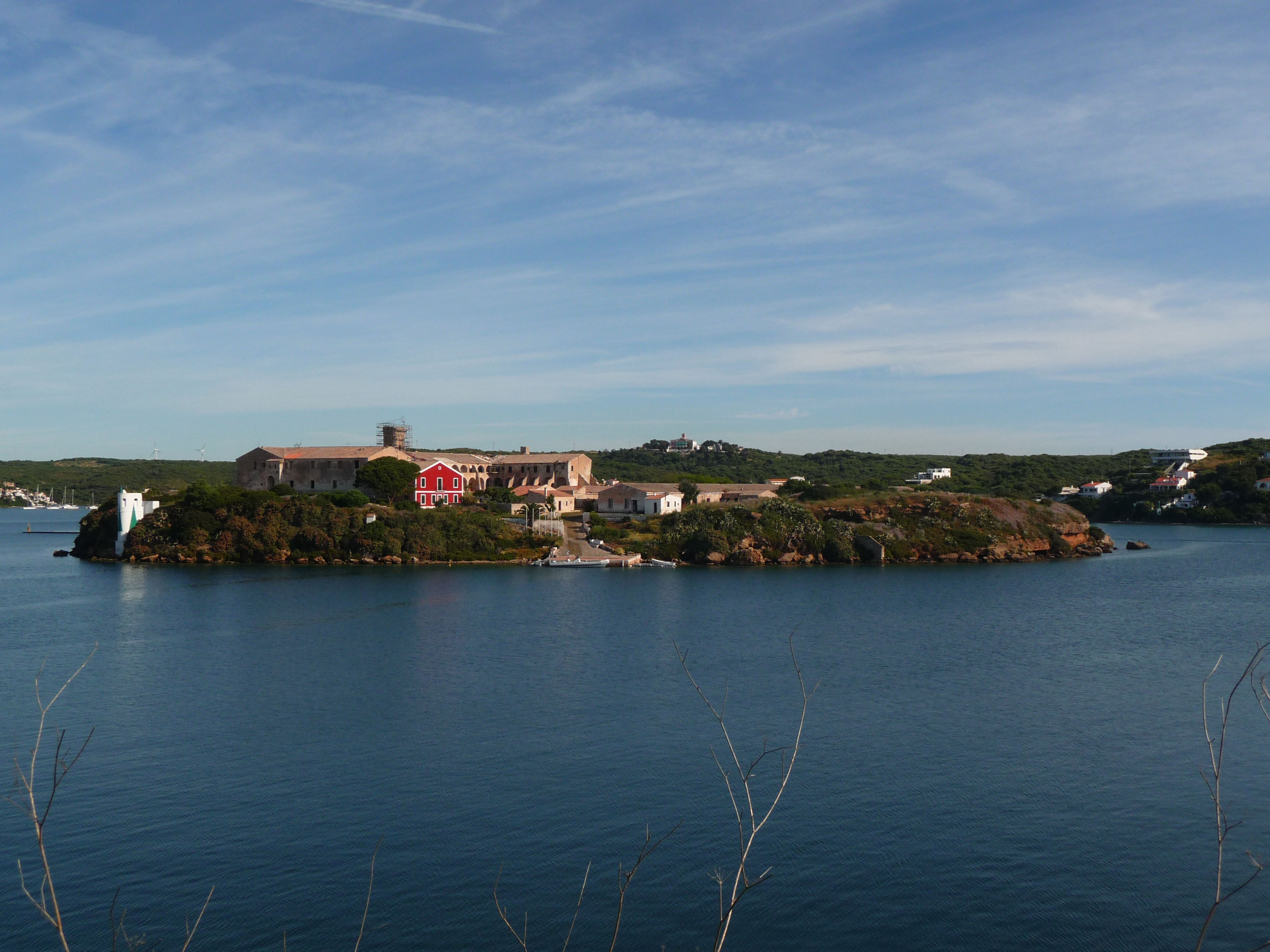
Die heutige Illa del Rei

Am 22. November 1286 legte die Flotte von Salou aus ab und erreichte Palma de Mallorca innerhalb von zwei Tagen. Die Truppen verblieben vorerst auf Mallorca, um Weihnachten zu feiern, um weitere Soldaten anzuwerben und um sich mit Proviant einzudecken. Am 5. Januar 1287 legte die Flotte dann schließlich ab und nahm Kurs nach der Insel Conills auf (der heutigen Illa del Rei in der Nähe von Maó).
Am 17. Januar wurden die Truppen in der Nähe des Hafens von Maó abgesetzt und belagerten die Stadt, die nach sehr kurzer Zeit fiel. Der Raʾīs Abu Umar ibn Said zog sich auf die Festung Santa Àgueda im Inneren der Insel zurück. Da er aber kein Entrinnen mehr sah, verhandelte er mit Alfons III. die Übergabe.

## Kapitulation
Am 21. Januar 1287 unterzeichneten Abu Umar ibn Said und Blasco Ximenes d'Ayerbe, der als Stellvertreter von König Alfons III. agierte, den Vertrag von Saint Agaiz, in dem Abu Umar ibn Said zugestanden wurde, mit 200 Personen seiner Wahl ins Exil abziehen zu dürfen. Die übrigen Menorcaner wurden jedoch versklavt. Am 22. Januar 1287 zog König Alfons III. dann in Mādinat Minūrqa ein, welches später als Ciutadella wieder aufgebaut wurde. Die Eroberung Menorcas war somit vollzogen.

## Folgen
Nach dem Tod Alfons III. im Jahr 1295 brachte Jakob II. die Balearen wieder an sich, darunter auch Menorca. Die Folge war, dass Menorca der katalanisch-aragonesischen Krone einverleibt und mit Katalanen besiedelt wurde – vorwiegend mit Ostkatalanen aus den Grafschaften Barcelona, Girona, Empordà und Roussillon; dies erklärt auch den Gebrauch des Salat-Artikels auf den gesamten Balearen sowie die große Ähnlichkeit mit dem katalanischen Dialekt in den erwähnten Landstrichen.